# Estación de Águas de Moura
La Estación Ferroviária de Águas de Moura, igualmente conocida como Estación de Águas de Moura, es una estación de la Línea del Sur, que se sitúa en el municipio de Setúbal, en Portugal.

## Descripción

### Vías y andenes
Contaba, en enero de 2011, con tres vías de circulación, que presentaban 583, 575 y 731 metros de longitud, y que no tenían ningún tipo de andén en uso.

## Historia
Esta estación se encuentra en el tramo entre Setúbal y Alcácer do Sal de la Línea del Sado, que se abrió a la explotación el 25 de mayo de 1920.